# Souffian El Karouani
Souffian El Karouani ('s-Hertogenbosch, 19 ottobre 2000) è un calciatore olandese naturalizzato marocchino, difensore dell'Utrecht.

## Caratteristiche tecniche
È un terzino sinistro.

## Carriera

### Club
Cresciuto nel settore giovanile del N.E.C. (a cui si è unito nel 2017), debutta in prima squadra il 9 agosto 2019 in occasione dell'incontro di Eerste Divisie perso 2-1 contro l'Eindhoven.

### Nazionale
In possesso di doppio passaporto, nel 2021 viene convocato dal CT della nazionale marocchina in vista degli incontri di qualificazione per il campionato mondiale del 2022, dove però non scende in campo.
Esordisce il 9 ottobre 2021 nel successo per 0-3 contro la Guinea-Bissau.

## Statistiche
Statistiche aggiornate al 6 settembre 2021.

### Presenze e reti nei club
| Stagione        | Squadra         | Campionato      | Campionato | Campionato | Coppe nazionali | Coppe nazionali | Coppe nazionali | Coppe continentali | Coppe continentali | Coppe continentali | Altre coppe | Altre coppe | Altre coppe | Totale | Totale |
| Stagione        | Squadra         | Comp            | Pres       | Reti       | Comp            | Pres            | Reti            | Comp               | Pres               | Reti               | Comp        | Pres        | Reti        | Pres   | Reti   |
| --------------- | --------------- | --------------- | ---------- | ---------- | --------------- | --------------- | --------------- | ------------------ | ------------------ | ------------------ | ----------- | ----------- | ----------- | ------ | ------ |
| 2019-2020       | N.E.C.          | 1D              | 2          | 0          | CO              | 0               | 0               |                    | -                  | -                  |             | -           | -           | 2      | 0      |
| 2020-2021       | N.E.C.          | 1D              | 38+3       | 3+0        | CO              | 2               | 0               |                    | -                  | -                  |             | -           | -           | 43     | 3      |
| 2021-2022       | N.E.C.          | ED              | 17         | 0          | CO              | 1               | 0               |                    | -                  | -                  |             | -           | -           | 18     | 0      |
| Totale carriera | Totale carriera | Totale carriera | 60         | 3          |                 | 3               | 0               |                    | -                  | -                  |             | -           | -           | 63     | 3      |